# Monumento a Vicente Rocafuerte
El Monumento a Vicente Rocafuerte es un monumento de la ciudad de Guayaquil, Ecuador, diseñado por el francés Aime Millet, a petición del Comité "Pro Monumento" para recordar la memoria del exmandatario ecuatoriano, Vicente Rocafuerte. Está ubicado en la Avenida Nueve de Octubre y Pedro Carbo, en la Plaza San Francisco. Fue inaugurado el 1 de enero de 1880.

## Historia
En el año 1870, el Comité "Pro Monumento", presidido por Francisco Cornejo, encargó al artista francés Aime Millet la elaboración del Monumento a Vicente Rocafuerte, y para 1879, reservó en la Plaza San Francisco el lugar de establecimiento del mismo. Finalmente, el 1 de enero de 1880, se inauguró la obra, siendo el primer monumento público de Guayaquil.
En 1896, las secuelas del Gran Incendio de Guayaquil, afectaron la estatua. La Sociedad Filantrópica del Guayas se encargó de su restauración.

## Descripción
El monumento, de 2,50 metros de altura y tallado en bronce, está situado sobre una pileta, mostrando a Rocafuerte en una actitud reflexiva, vestido con una capa romana y su banda presidencial, y con los brazos cruzados. En su pedestal se aprecian imágenes en bajo relieve donde constan él, rodeado de adultos, niños y un ángel. En el fondo de este bajo relieve se puede observar un templo de apariencia griega. Aparte de esto, se pueden ver también imágenes alusivas al período donde Rocafuerte, como gobernador de Guayaquil, enfrenta la epidemia de fiebre amarilla que azotó al Ecuador en el año de 1842.